# Матарушка Бања
Матарушка Бања је градско насеље града Краљева у Рашком округу. Према попису из 2022. има 2432 становника (према попису из 2011. било је 2950 становника).

## Географија
Матарушка Бања се налази у централној Србији, поред Ибарске магистрале, удаљена 8 km од Краљева, и око 180 km од Београда.
Матарушка Бања је смештена у југозападном делу простране Краљевачке котлине, на десној обали планинске реке Ибар, на 211 метара надморске висине. Са јужне и источне стране опкољена је огранцима планине Столови (1375 м), а са западне и југозападне огранцима Троглава (1177 м) и Чемерна (1579 м) који се спуштају готово до саме Бање.
Налази се у близини средњовековних манастира. Удаљена је 2 километра од Манастира Жиче, око педесет километара од Студенице и Љубостиње. У њеној близини су и Маглич, Богутовачка и Врњачка Бања.
Код Матарушке Бање се налази „камена шума“, природни феномен који се простире на 15 хектара. У питању су наслаге и остаци калцификованог дрвета из палеолита, а неке наслаге су старе око милион година. На свету има око 30 оваквих налазишта, а у Европи још 5 (Чешка, Грчка, Велика Британија, Украјина, Белгија).

## Климатске одлике
Клима у Матарушкој Бањи је умерено континентална и веома је блага без јаких ветрова. Захваљујући конфигурацији терена и близини шума на Столовима, ваздух је чист. Микроклима се донекле разликује од климе у Краљеву, јер лежи на планинској суподини и шумском подручју. Оваква клима одговара особама слабије конституције и реконвалесцентима. Температура је нижа него у Краљеву, а повећана је и влажност под дејством вегетације. Годишње има 125 кишних дана, а највише у мају и новембру. Најчешће дува западни ветар.

## Историја

### Оснивање Матарушке Бање и период пре Првог светског рата
Матарушка Бања носи назив по селу Матаруге. Простор на ком се Бања налази први пут је поменут у повељи Стефана Првовенчаног издатој Манастиру Жича 1219-1220. године, којом се Жичи дарује село Рибичи са засеоком Чрна (црна) Река. Матаруге и дан данас имају заселак под овим именом. Под именом Матаруге ово село је први пут поменуто у турском попису из 1560. године.
Матарушка Бања је најмлађа бања у Србији. Настала је 1898. године. Ибар је услед великих количина падавина променио ток и направио себи ново корито, а на месту где је Ибар прекопао ново и привремено корито, појавила се топла вода која је мирисала на сумпор. Потенцијал те воде први је уочио Миломир Веснић службеник у краљевачкој општини, коме су се мештани Матаруга обратили за помоћ. Наиме, они су тражили да буду ослобођени од пореза на њиве које је уништила поплава. Схвативши да је вода вероватно лековита, Веснић је за ту воду заинтересовао краљевачког лекара Димитрија Антића. Узорак воде др. Антић послао је др. Марку Леку, хемичару који је обавио прву анализу бањске воде на Хемијском институту у Београду. Резултати анализе показали су да су кључни састојци ове воде сумпор, сумпор-водоник и натријум-бикарбонат и да се поменута вода може користити у лечењу реуматских обољења и многих других обољења. Др Леко је воду поново испитао у јесен 1898. године.
Удубљење настало при поплави је проширено, ограђено кољем и прућем. У оваквом примитивном базену купали су се први посетиоци већ 1898. године, који су убрзо почели да шире приче о лековитости воде. Први смештајни капацитети су биле колибе, које је локално становништво имало поред својих њива. Формирано је друштво за развој Бање, а 13. јула 1899. све је било спремно за почетак туристичке сезоне након што су саграђена по два купатила за мушкарце и жене, хотел и када је направљена скела за превоз људи преко Ибра. Прави развој Бање је започео 1901. године, када је група угледних Краљевчана, коју су чинили и Милутин Веснић, Саватије Божић, Благоје Тодоровић, Петар Богавац, Милентије Божовић, Светозар Буњак и др, основала Краљевску акционарску задругу, која се до 1907. године бринула о Бањи. Године 1907. Акционарско друштво „Матарушка Бања“ добило је концесију за експлоатисање минералне воде. Било је основано са циљем даљег унапређења Бање. У наредном периоду изграђено је неколико вила, ресторан, уведено је електрично осветљење у најужем центру и започето је уређење шеталишта. Ископан је и нови бунар како би се могла користити већа количина воде. Године 1911. подигнуто је и купатило са 10 када. Исте године започела је изградња виле Краљево. Годину дана пре ове виле, подигнуте су виле Радмила и Жича.

### Међуратни период
Године Првог светског рата довеле су до пљачкања и пустошења Бање. Ипак, Матарушка Бања почиње убрзано да се развија између два светска рата, када у бању долази велики број рањеника са тешким повредама и преломима. Због великог прилива људи јавила се потреба за изградњом нових смештаја, ресторана и купатила. Акционарско друштво „Матарушка Бања“ добило је нову управу. Захваљујући отварању железничких пруга од Краљева до Крагујевца и Косовске Митровице крајем двадесетих година, олакшан је долазак гостију у Бању. Донет је први регулациони план 1927. године, који је одвајао туристичку зону и бањско лечилиште од осталог дела насеља. План је потписао архитекта Душан Миросављевић. Нови бунар је саграђен 1924. године и он је заједно са старим снабдевао Бању све до 1948. године. Захваљујући овим променама, Матарушка Бања постаје права модерна европска бања. Године 1938. њу је посетило 7000 туриста. Формирани су бањски парк, камени бањски кеј и плажа. Изграђени су музички павиљон, зимска башта и биоскоп. Организоване су игранке, бројне манифестације и излети до околних знаменитости. У штампи се Бања рекламира путем огласа, као и чланака у којима је описан боравак знаменитих људи у њој (Петар Живковић, патријарх Варнава, Милан Стојадиновић). У овом периоду Бања је добила и свог првог сталног лекара. Био је то др Драгутин Гвозденовић, специјалиста балнеолог и климатолог. Он је у Бањи радио од 1932. до 1969. године, када је отишао у пензију.
Успон Матарушке Бање привукао је и све већи број приватних лица, која су у њој почела да граде своје виле и друге, мање објекте за смештај гостију. По плану архитекте Драгутин Маслаћа 1924. године изграђено је ново купатило, које је са радом почело наредне године. Акционарско друштво подигло је вилу Столови, која је са радом почела 1927. године. Команда Жандармерије је 1930. године подигла свој санаторијум. Приватне виле су грађене на ободима парка, а једна од њих је била и вила Загорка, коју је подигла породица Стефановић 1928. године. Стефановићи су били трговачка породица из Краљева. Велисав Томовић, трговац из Краљева, подигао је 1933. године вилу Томовић. У вили Живковић, подигнутој 1928. године, била је смештена управа Петра Живковића, који је у Бањи често боравио. Једна од најрепрезентативнијих је била вила Буњак, коју је 1932. године подигла ова трговачка породица из Краљева. Изван бањског парка налазе се виле које су подизали Руси који су се овде населили након Октобарске револуције. То су виле Хелвеција, Волга и Новољејна. Хелвеција је била најмонументалнија, а њу је подигао лекар и стоматолог Анфреј Волчков. Ова вила је служила као санаторијум за бањско лечење.
Највећи подухват је била изградња хотела Жича.  Овајхотел је подигао земунски угоститељ Дезидер Хован, који се у Краљево доселио 1929. године, када му је АД Матарушка Бања дало кафану Рестаурација, под условом да сагради хотел и уложи акције у Друштво. Хотел је имао 30 соба, ресторан за преко 300 особа и терасу. Хотел је пројектовао архитекта Милан Злоковић. Објекат је пројектовао како би у својој архитектури објединио западну модернистичку пракса у пројектовању ове типологије и Злоковићев јединствен проседе, који је представљао први модерни Хотел у Србији. Још у фази развоја, пројекат је био усмерен истраживању пропорцијских односа, иницијално примењеним кроз одређивање оптималних површина главних садржаја и компоновање основних волумена. Злоковић је српску модерну архитектуру реализацијом хотела у Матарушкој Бањи увео у нову деценију током које ће модерна архитектура постати главно опредељења групе истакнутих српских архитеката. Рекламиран као модеран хотел с „тридесет хигијенских, зрачних и сунчаних соба“, хотел Жича је унео нове стандарде у хотелску архитектуру и омогућио комфоран боравак гостију, а поред смештаја и угоститељских услуга гостима је на располагању био и отворени биоскоп на кровној тераси хотела. Отворен је 29. маја 1932. године. Био је опремљен најсавременијим уређајима, попут хладионица за пиво и лубенице и апарата за сладолед. Његова изградња, без унутрашњег уређења, коштала је 2 милиона динара.
Пред избијање Другог светског рата, тачније 1937. године, већински власник Бање постао је Добривоје Божић. Наиме, његов отац Саватије изабран је за председник Управног одбора АД Матарушка Бања, а Добривоје је депоновао знатан број акција, ради унапређења и бржег развоја Бање. Ипак, Други светски рат је пресекао њен даљи развој. Немци су заузели њене објекте, од којих су многе претворили у штале и помоћне зграде У периоду од 1942. до 1947. године у Бањи је био смештен Српски избеглички дом за децу која су остала без родитељског старања. Деца су била смештена у укупно 8 објеката у августу 1944. године (број објеката који је био на располагању за смештај деце је варирао током рата).

### Период након Другог светског рата
Након Другог светског рата Бања је прешла у друштвено власништво и добила је нови регулациони план. Национализоване су све бањске виле, називи неких од њих су промењени како би се ускладили са новом владајућом идеологијом. Предузета су истраживања како би се открили нови извори. Године 1946. урађен је далековод Краљево-матарушка Бања, захваљујући коме се цела Бања могла снабдевати електричном енергијом. Отворено је 1951. године ново зимско купатило са 13 када што је омогућавало рад и преко зиме. Хотелу Жича је 1953. дограђен други спрат и проширен је ресторан, а Центар за медицинску рехабилитацију је реновиран 1961. године. Бања је добила и грејање, а водовод и канализација су проширени. Матарушка Бања је 1960. године добила статус лечилишта. Реуматолошко-гинеколошки стационар је отворен 1963. године, а 1974. је отворено још једно купатило. Из овог стационара је настао данашњи Агенс. Почетком седамдесетих година капацитет Матарушке Бање је био 1270 лежајева. Хотел Жича је располагао са 420 лежајева, а 850 је било у приватном поседу. Овим објектима се прикључује хотел „Термал“, отворен 1974. године. Хотел има шест спратова и налази се поред Ибра и висећег моста (изграђеног 1953. године), а поседовао је 195 лежајева, пет апартмана, базен за купање и купатила са топлом и минералном водом.
Изградња висећег моста преко реке Ибар 1953. године је била кључна за даљи развој Бање. Мост је повезивао Бању са Конаревом и постао је један од њених симбола. Мост је пројектовао Димитрије Мита Радовановић, из познате краљевачке породице Радовановића. Пут од Краљева ка Бањи (преко Жиче) асфалтиран је 1961. године. Крајем шесте деценије изграђен је и пут који је повезивао Бању са Ибарском магистралом, чиме је рад на развоју њене инфраструктуре био завршен. Мештани су током педесетих и шездесетих година често спроводили радне акције како би уредили Бању. У центру Бање је 1967. постављена фигура купачице, рад вајара Драгана Пенића, која је још један од њених симбола.
Осамдесете године су биле златно доба туризма у Матарушкој Бањи. Она је 1980. угостила чак 27.000 гостију. Године 1983. припојена јој је и Богутовачка Бања. Године 1987, 26. јула, дрвени мост у Бањи се срушио под теретом превеликог броја људи. Наиме, тог дана се у Бањи одржавао традиционални сабор Светог архангела Гаврила. Том приликом је повређено 116 људи, од око 300, колико их је било на мосту. Данас се на његовом месту налази мост челичне конструкције. Крај осамдесетих година је донео и полако опадање броја гостију у овој бањи, која је по јачини сумпорне воде била међу првих пет у Европи. Бањски парк и околина су били потпуно запуштени.
У Матарушкој Бањи се налази и црква посвећена Светом кнезу Лазару, подигнута 1993. године.

## Минерални извори
Матарушка Бања има најјачу сумпорну воду у Србији, а она долази са дубине веће од 1000 метара. У балнеотерапији се користи вода са бунара 2 у којем је температура 39-40 °C и бунара 4 у којем је температура 38-39 °C. Вода се црпи са дубине од 132 метара. Бунар 3 се ређе користи, док се бунар 1 више не употребљава. Издашност воде бунара достиже 27 литара у секунди, а количина воде се не мења током године.
Минерална вода је веома лековита, а главни састојак је сумпорводоник чији су недостаци у организму главни узрочници разних болести. Терапијски ефекат лековите воде најбоље се остварује купањем у топлој сумпоровитој води, пијењем воде, вагиналним испирањем блатних облога.

## Медицинске индикације
У Матарушкој Бањи се лече многе болести.
- Гинеколошке болести

Примарни и секундарни стерилитет, дисфункције оваријума, adnexitis, colpitis
- Реуматска обољења

Запаљењски реуматизам, системске болести везивног ткива, дегенеративна обољења кичменог стуба (спондилозе, спондилоартроза, дископатије), дегенеративне болести везивног ткива, ванзглобовни реуматизам;
- Неуролошка обољења

Оштећења централног и периферног нервног система
- Пострауматска стања

Сва пострауматска стања и њихове последице - повреде и преломи костију и зглобова, хипотрофија мишица
- Обољења периферних крвних судова

Биргерова болест, атероматозе, артериосклерозе, варикозитети вена

## Демографија
У насељу Матарушка Бања живи 2230 пунолетних становника, а просечна старост становништва износи 43,2 година (41,3 код мушкараца и 44,9 код жена). У насељу има 962 домаћинства, а просечан број чланова по домаћинству је 2,61.
Ово насеље је великим делом насељено Србима (према попису из 2002. године), а у последња три пописа, примећен је пораст у броју становника.
|             | \| Демографија[29] \| Демографија[29] \| Демографија[29] \| \| Година \| Становника \| Становника \| \| --------------- \| --------------- \| --------------- \| \| 1948. \| 470 \| \| \| 1953. \| 704 \| \| \| 1961. \| 915 \| \| \| 1971. \| 1.329 \| \| \| 1981. \| 2.132 \| \| \| 1991. \| 2.262 \| 2.201 \| \| 2002. \| 2.732 \| 2.809 \| \| 2011. \| 2.950 \| \| \| 2022. \| 2.432 \| \| |            |
| Демографија | |            |
| Година      | Становника | Становника |
| 1948.       | 470 |            |
| 1953.       | 704 |            |
| 1961.       | 915 |            |
| 1971.       | 1.329 |            |
| 1981.       | 2.132 |            |
| 1991.       | 2.262 | 2.201      |
| 2002.       | 2.732 | 2.809      |
| 2011.       | 2.950 |            |
| 2022.       | 2.432 |            |

| Етнички састав према попису из 2002.‍ | Етнички састав према попису из 2002.‍ | Етнички састав према попису из 2002.‍ | Етнички састав према попису из 2002.‍ | Етнички састав према попису из 2002.‍ |
| ------------------------------------ | ------------------------------------ | ------------------------------------ | ------------------------------------ | ------------------------------------ |
|                                      |                                      |                                      |                                      |                                      |
| Срби                                 | Срби                                 |                                      | 2.665                                | 97,54%                               |
| Црногорци                            | Црногорци                            |                                      | 21                                   | 0,76%                                |
| Македонци                            | Македонци                            |                                      | 12                                   | 0,43%                                |
| Југословени                          | Југословени                          |                                      | 6                                    | 0,21%                                |
| Хрвати                               | Хрвати                               |                                      | 5                                    | 0,18%                                |
| Роми                                 | Роми                                 |                                      | 5                                    | 0,18%                                |
| Украјинци                            | Украјинци                            |                                      | 1                                    | 0,03%                                |
| Румуни                               | Румуни                               |                                      | 1                                    | 0,03%                                |
| Бугари                               | Бугари                               |                                      | 1                                    | 0,03%                                |
| Албанци                              | Албанци                              |                                      | 1                                    | 0,03%                                |
| непознато                            | непознато                            |                                      | 6                                    | 0,21%                                |

| Година пописа     | 1948. | 1953. | 1961. | 1971. | 1981. | 1991. | 2002. |
| ----------------- | ----- | ----- | ----- | ----- | ----- | ----- | ----- |
| Број домаћинстава | 138   | 212   | 304   | 416   | 717   | 760   | 962   |

| Број чланова      | 1   | 2   | 3   | 4   | 5  | 6  | 7 | 8 | 9 | 10 и више | Просек |
| ----------------- | --- | --- | --- | --- | -- | -- | - | - | - | --------- | ------ |
| Број домаћинстава | 231 | 255 | 211 | 205 | 45 | 12 | 2 | 1 | 0 | 0         | 2,61   |

| Пол    | Укупно | Неожењен/Неудата | Ожењен/Удата | Удовац/Удовица | Разведен/Разведена | Непознато |
| ------ | ------ | ---------------- | ------------ | -------------- | ------------------ | --------- |
| Мушки  | 1.078  | 285              | 649          | 93             | 50                 | 1         |
| Женски | 1.243  | 237              | 651          | 293            | 61                 | 1         |
| УКУПНО | 2.321  | 522              | 1.300        | 386            | 111                | 2         |

| Пол    | Укупно                    | Пољопривреда, лов и шумарство | Рибарство                            | Вађење руде и камена | Прерађивачка индустрија       |
| ------ | ------------------------- | ----------------------------- | ------------------------------------ | -------------------- | ----------------------------- |
| Мушки  | 495                       | 24                            | 0                                    | 2                    | 137                           |
| Женски | 345                       | 5                             | 0                                    | 1                    | 62                            |
| УКУПНО | 840                       | 29                            | 0                                    | 3                    | 199                           |
| Пол    | Производња и снабдевање   | Грађевинарство                | Трговина                             | Хотели и ресторани   | Саобраћај, складиштење и везе |
| Мушки  | 16                        | 42                            | 58                                   | 19                   | 58                            |
| Женски | 2                         | 6                             | 51                                   | 15                   | 17                            |
| УКУПНО | 18                        | 48                            | 109                                  | 34                   | 75                            |
| Пол    | Финансијско посредовање   | Некретнине                    | Државна управа и одбрана             | Образовање           | Здравствени и социјални рад   |
| Мушки  | 3                         | 10                            | 44                                   | 5                    | 54                            |
| Женски | 3                         | 6                             | 8                                    | 15                   | 138                           |
| УКУПНО | 6                         | 16                            | 52                                   | 20                   | 192                           |
| Пол    | Остале услужне активности | Приватна домаћинства          | Екстериторијалне организације и тела | Непознато            | Непознато                     |
| Мушки  | 16                        | 0                             | 0                                    | 7                    | 7                             |
| Женски | 11                        | 5                             | 0                                    | 0                    | 0                             |
| УКУПНО | 27                        | 5                             | 0                                    | 7                    | 7                             |

## Туризам
Гости Матарушке Бање могу да посете оближње културно-историјске споменике: манастире Жичу и Студеницу, средњовековни град Маглич.

### Туристичке манифестације
Туристичке манифестације које се одржавају у Матарушкој Бањи и њеној околини:
- Дани јоргована одржава се у знак сећања на догађај из XIII века, када је Стефан Урош I Немањић из љубави према француској принцези Јелени Анжујској целу долину Ибра засадио јоргованима. Програм се заснива на обиласку манастира Жиче и Студенице, а завршава се културним програмом у средњовековном граду Магличу.[32]
- Весели спуст је манифестација спортско-рекреативног, еколошког, туристичког и културно забавног програма. Одржава се сваке године последње недеље у јуну. То је манифестација забавног карактера, главни догађај је спуштање низ реку Ибар од Маглича до Краљева на коме по неколико хиљада учесника покушава да превали 20 км речног тока.[33]
- Нарцису у походе је манифестација која се одржава 18. маја. Планинари из земље и окружења долазе у Краљево одакле крећу организованим превозом у подножје планине Столови, а потом се са мештанима и осталим посетиоцима пењу до врха Усовица.[34]

### Некадашњи туристички капацитети
| Туристички капацитети смештаја у Матарушкој Бањи |               |                             |  |
| Назив објекта                                    | Број лежајева | Категорија                  |  |
| „Термал“                                         | 200           | Хотел ***                   |  |
| „Завод“                                          | 400           | Хотел ***                   |  |
| „Природно лечилиште“                             | 560           | Хотел                       |  |
| „Хотел Жича“                                     | 100           | Хотел                       |  |
| Приватни смештај                                 | 3500          | Домаћинства од (*) до (***) |  |

## Спорт
У Бањи постоји фудбалски клуб Ибар који се тренутно такмичи у Рашкој окружној лиги, петом такмичарском нивоу српског фудбала.

## Галерија
- Парк
- Мост на Ибру
- Мост слика 1963. године
- Мост Ибру 2
- Хотел
- Пејзаж 1
- Пејзаж 3
- Пејзаж 4
- Ибар, фебруар 2022.г.
- Парк
- Хотел.
- Парк.
- Парк.
- Парк.
- Парк.
- Парк.
- Камена шума.
- Камена шума.
- Камена шума.
- Камена шума.
- Камена шума.
- Камена шума.
- Камена шума.
- Камена шума.
- Камена шума.
- Камена шума.
- Камена шума.
- Камена шума.